# Wiaczesław Sołoduchin
Wiaczesław Siergiejewicz Sołoduchin (ros. Вячеслав Сергеевич Солодухин; ur. 31 lipca 1988 w Leningradzie) – rosyjski hokeista, trener.
Syn Siergieja (1949-1999) i bratanek Wiaczesława (1950-1979), także hokeistów.

## Kariera zawodnicza
- SKA 2 Sankt Petersburg (2004-2007)
- Spartak Sankt Petersburg (2006/2007)
- SKA Sankt Petersburg (2007-2008)
- HK WMF Sankt Petersburg (2008-2011)
- Ilves (2009)
- SKA Sankt Petersburg (2011-2012)
- Sibir Nowosybirsk (2012-2013)
- HK Riazań (2013)
- Łokomotiw Jarosław (2013)
- Witiaź Podolsk (2013-2016)
- Ak Bars Kazań (2016-2017)
- HK Soczi (2017)
- Saławat Jułajew Ufa (2017-2021)
- Spartak Moskwa (2021-2022)

Od maja 2013 zawodnik Witiazia Podolsk. Od grudnia 2016 do marca zawodnik Ak Barsu Kazań. Od maja 2017 zawodnik HK Soczi. Od lipca 2017 zawodnik Saławatu Jułajew Ufa. Z końcem kwietnia 2021 odszedł z klubu. W czerwcu 2021 został zawodnikiem Spartaka Moskwa, wiążąc się dwuletnim kontraktem. Pod koniec lipca ogłoszono jego odejście z tego klubu.

## Kariera trenerska
Latem 2023 wszedł do składu trenerskiego SKA-1946 Sankt Petersburg.